# Zíbini
Zíbini (en (ucraïnès): Зибини) és un poble de la República Autònoma de Crimea a Ucraïna, que el 2014 tenia 1.220 habitants. Pertany al districte de Bilogorsk.